# Forze elastiche
Forze elastiche è il quinto album in studio del cantautore italiano Fabio Cinti, pubblicato nel 2016.

## Tracce
1. Io Milano di Te (feat. Paolo Benvegnù)
2. Mondo in vetrina
3. La gente che mente
4. Intermezzo (Fenice gravitazionale)
5. Perturbamento
6. Quadriglia
7. Intermezzo (Popoli)
8. Che cosa hai fatto per meritarti questo
9. Intermezzo (Firmamentu)
10. L'isola
11. Come Bennett
12. Non è facile a dirsi (feat. The Niro)
13. Wait for the Winter (feat. Massimo Martellotta & Irene Ghiotto)
14. Son tornate a fiorire le cose
15. Intermezzo (A.M.)
16. Cadevano i santi (feat. Nada Malanima)
17. Il lamento di Peter Parker
18. Intermezzo (Uscita)
19. Paure come cose